# Phytoseius intermedius
Phytoseius intermedius är en spindeldjursart som beskrevs av Evans och MacFarlane 1962. Phytoseius intermedius ingår i släktet Phytoseius och familjen Phytoseiidae. Inga underarter finns listade i Catalogue of Life.